# Anna Tatishvili
Anna Tatishvili (Georgisch: ანა ტატიშვილი, Ana Tatisjvili) (Tbilisi, 3 februari 1990) is een tennisspeelster uit Georgië.

## Biografie
De rechtshandige speelster begon op vierjarige leeftijd met tennis, toen zij van haar zuster een racket kreeg en naar de tennisbaan werd meegenomen. Tatishvili kwam op zevenjarige leeftijd voor korte tijd naar de Verenigde Staten, waar zij sinds haar dertiende permanent woont.
In de periode 2009–2012 maakte Tatishvili deel uit van het Georgische Fed Cup-team – zij behaalde daar een winst/verlies-balans van 10–3. In 2012 nam zij voor Georgië deel aan de Olympische spelen in Londen – in het enkelspel bereikte zij de tweede ronde; in het dubbelspel strandde zij in de eerste ronde.
Haar beste resultaat op de grandslamtoernooien is het bereiken van de vierde ronde, op het US Open 2012. Haar hoogste notering op de WTA-ranglijst is de 50e plaats, die zij bereikte in oktober 2012.
Sinds april 2014 heeft Tatishvili de Amerikaanse nationaliteit. In oktober 2014 won zij haar enige WTA-titel, op het dubbelspeltoernooi van Linz, samen met de Roemeense Ioana Raluca Olaru.
Haar mooiste overwinning smaakte Tatishvili op het US Open 2015, waar zij als kwalificante de toenmalige nummer acht Karolína Plíšková in 51 minuten versloeg (6–2 en 6–1).
In 2018 speelde Tatishvili niet. Na een korte hervatting in mei/juni 2019 stopte zij wederom. Wegens hardnekkige blessures maakte zij in maart 2020 bekend, niet meer op het internationale tenniscircuit te zullen terugkeren. Zij was toen dertig jaar oud.

## Posities op deWTA-ranglijst
Positie per einde seizoen:
| jaar | rang enkelspel | rang dubbelspel |
| ---- | -------------- | --------------- |
| 2005 | 1151           | –               |
| 2006 | 300            | –               |
| 2007 | 278            | 549             |
| 2008 | 168            | 255             |
| 2009 | 181            | 158             |
| 2010 | 134            | 119             |
| 2011 | 87             | 78              |
| 2012 | 51             | 81              |
| 2013 | 125            | 80              |
| 2014 | 149            | 100             |
| 2015 | 100            | 144             |
| 2016 | 197            | 316             |
| 2017 | 512            | 763             |
|      |                |                 |
| 2019 | 989            | –               |

## Resultaten grandslamtoernooien
| Legenda | Legenda                          |
| ------- | -------------------------------- |
| g.t.    | geen toernooi gehouden           |
| l.c.    | lagere categorie                 |
| –       | niet deelgenomen                 |
| G       | uitgeschakeld in de groepsfase   |
| 1R      | uitgeschakeld in de eerste ronde |
| 2R      | uitgeschakeld in de tweede ronde |
| 3R      | uitgeschakeld in de derde ronde  |
| 4R      | uitgeschakeld in de vierde ronde |
| KF      | uitgeschakeld in de kwartfinale  |
| HF      | uitgeschakeld in de halve finale |
| F       | de finale verloren               |
| W       | het toernooi gewonnen            |
| w-v     | winst/verlies-balans             |

### Enkelspel
| toernooi        | 2011 | 2012 | 2013 | 2014 | 2015 | 2016 | 2017 |    | 2019 |
| --------------- | ---- | ---- | ---- | ---- | ---- | ---- | ---- | -- | ---- |
| Australian Open | –    | 2R   | 1R   | 1R   | 2R   | 1R   | 1R   | –  |      |
| Roland Garros   | 1R   | 1R   | 1R   | 1R   | –    | –    | –    | 1R |      |
| Wimbledon       | 2R   | 2R   | 1R   | 1R   | –    | 1R   | –    | –  |      |
| US Open         | 1R   | 4R   | 1R   | –    | 2R   | –    | –    | –  |      |

### Vrouwendubbelspel
| toernooi        | 2011 | 2012 | 2013 | 2014 | 2015 |
| --------------- | ---- | ---- | ---- | ---- | ---- |
| Australian Open | –    | 1R   | 1R   | –    | 1R   |
| Roland Garros   | –    | 1R   | 2R   | –    | –    |
| Wimbledon       | –    | 1R   | 1R   | 1R   | –    |
| US Open         | 3R   | 1R   | –    | 1R   | 1R   |

## Palmares
| Legenda                 |
| ----------------------- |
| Grandslamtoernooi       |
| Olympische Spelen       |
| Year-End Championships  |
| Premier Mandatory       |
| Premier Five / WTA 1000 |
| Premier / WTA 500       |
| International / WTA 250 |
| Challenger / WTA 125    |

### WTA-finaleplaatsen enkelspel
geen

### WTA-finaleplaatsen vrouwendubbelspel
| nr.              | finale     | toernooi      | ondergrond    | partner            | tegenstandsters                  | score            |         |
| ---------------- | ---------- | ------------- | ------------- | ------------------ | -------------------------------- | ---------------- | ------- |
| gewonnen finales |            |               |               |                    |                                  |                  |         |
| 1.               | 2014-10-12 | WTA Linz      | hardcourt (i) | Ioana Raluca Olaru | Annika Beck Caroline Garcia      | 6-2, 6-1         | details |
| verloren finales |            |               |               |                    |                                  |                  |         |
| 1.               | 2011-09-18 | WTA Québec    | tapijt (i)    | Jamie Hampton      | Raquel Kops-Jones Abigail Spears | 1-6, 6-3, [6-10] | details |
| 2.               | 2013-07-14 | WTA Boedapest | gravel        | Nina Brattsjikova  | Andrea Hlaváčková Lucie Hradecká | 4-6, 1-6         | details |